# Blangy-Tronville
Blangy-Tronville é uma comuna francesa na região administrativa de Altos da França, no departamento de Somme. Estende-se por uma área de 12.44 km². Em 2010 a comuna tinha 583 habitantes (densidade: 46,9 hab./km²).